# Llei Orgànica de Garantia Integral de la Llibertat Sexual
La Llei orgànica 10/2022, de 6 de setembre, de garantia integral de la llibertat sexual, més coneguda com a llei del només sí que és sí o llei del sí que és sí (per la importància que atorga al consentiment en les relacions sexuals) o també com a llei Montero, per ser la seva promotora la llavors ministra d'Igualtat, Irene Montero, és una llei espanyola aprovada el 25 d'agost de 2022 que regula diversos aspectes relacionats amb la violència sexual.

## Gènesi de la llei
L'origen d'aquesta llei es remunta al conegut com el cas de La Manada, una violació grupal ocorreguda durant les festes de San Fermín de Pamplona en 2016. Encara que el cas va ser posteriorment revisat i sentenciat pel Tribunal Suprem com a delicte d’agressió sexual, les sentències prèvies de l'Audiència provincial (en 2017) i del Tribunal Superior de Justícia de Navarra (el 2018) ho van tipificar inicialment com abús sexual.
Aquesta qualificació inicial, juntament amb el vot particular del jutge Ricardo González (que advocava per l'absolució dels cinc processats), va provocar una forta contestació ciutadana, amb manifestacions en diverses ciutats espanyoles, sota els lemes de «no és abús, és violació», «germana, jo sí que et crec» i «només sí que és sí». A conseqüència d'aquests fets, el partit Podemos va començar a treballar en l'elaboració d'una llei que endurís les penes per aquests delictes i que eliminés la diferenciació jurídica entre abús i agressió sexual, de manera que es tipifiqués com a agressió tot acte sexual sense consentiment exprés.

## Contingut
La principal novetat d'aquesta llei és unificar en un únic tipus penal el que abans se separava en dos, abús sexual i agressió sexual. Amb aquesta reforma es tipifica qualsevol relació sexual no consentida com a agressió sexual. La necessitat de consentiment es manté com a requisit de la mateixa manera que ho era amb l'anterior redacció del Codi Penal, res ha canviat en aquest aspecte.
Prèviament a l'aprovació d'aquesta llei existien dos tipus penals diferents, l'abús sexual i la agressió sexual, la principal diferència de la qual es basava en l'existència, o no, de violència i/o intimidació. El debat durant el procés judicial es va centrar en si la víctima havia tingut les relacions sexuals de forma consentida.
Les principals modificacions introduïdes per aquesta llei són les següents:
- Desapareix la distinció entre abús sexual i agressió sexual, de manera que desapareix l'abús i tot acte sexual sense consentiment passa a ser considerat una agressió. Per això s'estableix un sistema progressiu de penes, proporcionals a la gravetat del delicte.
- Es reforcen les mesures de protecció a les víctimes, que tindran recursos a la seva disposició encara que no presentin denúncia.
- S'estableixen mesures de protecció especial per a les nenes i nens.

L'assetjament de carrer, definit com «dirigir-se a una altra persona amb expressions, comportaments o proposicions de caràcter sexual que creïn a la víctima una situació objectivament humiliant, hostil o intimidatòria, sense arribar a constituir altres delictes de major gravetat», passa a considerar-se delicte que serà castigat amb treballs en benefici de la comunitat o amb mesures de localització.
- S'incorporen mesures per a lluitar contra el negoci de la prostitució, possibilitant la persecució dels proxenetes.
- S'inclouen en la llei totes les violències exercides contra les dones pel mer fet de ser-ho, com són la mutilació genital femenina, el matrimoni forçat, l'assetjament amb connotació sexual i la tracta amb finalitats d'explotació sexual.

Es posa l'èmfasi en l'educació, estipulant que el sistema educatiu inclogui continguts sobre educació sexual i igualtat de gènere i educació afectiu-sexual en tots els nivells educatius.

## Tramitació i aprovació
El 20 de juliol de 2018, durant la XII legislatura, el Grup Parlamentari Unidas Podemos-En Comú Podem-En Marea, va registrar una proposició de llei per a donar resposta al debat públic sobre la violència sexual originat a conseqüència de la sentència de l'Audiència de Navarra sobre el cas de La Manada. Aquesta proposició portava el nom de "Llei de Protecció Integral de la Llibertat Sexual i
per a l'erradicació de les violències sexuals".
En 2019, com a part dels acords per a formar un govern de coalició, Unidas Podemos inclou l'aprovació de «una Llei integral per la protecció de la llibertat sexual i contra les violències sexuals, que garanteixi la sensibilització, prevenció, detecció, atenció, protecció i reparació. En el marc d'aquesta llei reformarem la legislació penal per a garantir que el consentiment de la víctima sigui clau en els delictes sexuals, de manera que, si una dona no diu SÍ, tota la resta és NO. És a dir, "Només sí és sí"».
Durant la tramitació d'aquesta llei es van produir fortes tensions entre els socis del Govern, degudes a la rivalitat entre tots dos partits pel lideratge del moviment feminista.
El primer text de l'avantprojecte de llei va ser aprovat pel Consell de Ministres al març de 2020. Després de la presentació de l'esborrany de l'avantprojecte de llei d'al març de 2020 i la seva revisió pels ministres jutges del Govern (el ministre de Justícia Juan Carlos Campo, la ministra de Defensa Margarita Robles i el ministre d'Interior Fernando Grande-Marlaska, els tres del PSOE), l'esborrany va ser descrit com una «espècie de conferència» o «tempesta d'idees» que calia revisar en profunditat, arribant a ser qualificat de «nyap jurídic».A conseqüència d'això, el vicepresident segon del Govern Pablo Iglesias va afirmar que «en les excuses tècniques crec que hi ha molt de masclista frustrat» i Pablo Echenique, portaveu parlamentari d'Unidas Podemos, va afirmar que «sembla que quan es planteja un avanç en els drets de les dones hi hagi qui estigui desitjant que vingui un valent a dir: "Deixa'm, que jo t'explico com cal fer les coses"».
Recollint les aportacions d'altres ministeris, comunitats autònomes i diversos col·lectius socials, el Ministeri d'Igualtat va modificar el text inicial i va introduir alguns canvis.
Entre febrer i març de 2021 es van emetre els informes preceptius però no vinculants de diversos òrgans com el Consell General del Poder Judicial i el Consell Fiscal, després de la qual cosa, el text resultant de l'avantprojecte va ser aprovat pel Consell de Ministres al juliol de 2021, passant a la segona fase de tramitació parlamentària.
Es van produir així mateix discrepàncies entorn de la prohibició de la prostitució, aspecte que finalment va quedar fora d'aquesta llei.
Després de catorze mesos de debats i tràmits parlamentaris en el Congrés dels Diputats i en el Senat, la llei va ser finalment aprovada el 25 d'agost de 2022 amb 205 vots a favor (PSOE, Unides Podem, Esquerra Republicana de Catalunya, Ciutadans, PNB, Bildu, Más País, Compromís i Junts per Catalunya), 141 en contra (84 del PP, 52 de Vox, quatre del grup mixt i un per error del PNB) i tres abstencions (dues de la CUP i una del Partit Regionalista de Cantàbria).
Va ser sancionada pel Rei d'Espanya, Felip VI el 6 de setembre de 2022. L'endemà es va publicar en el Butlletí Oficial de l'Estat i va entrar en vigor trenta dies després, el 7 d'octubre de 2022.

## Valoració des de l'àmbit jurídic

### Consell General del Poder Judicial
Durant la tramitació de la llei el Consell General del Poder Judicial (CGPJ) va emetre, després de quatre mesos de debat i deliberacions, un informe en el qual s'oposava per unanimitat a l'esperit de la norma. L'informe, els ponents del qual van ser dues magistrades considerades del sector progressista i un magistrat del sector conservador, plantejava objeccions tècnic-jurídiques en relació amb la inversió de la càrrega de la prova, i alertava també del risc de reducció de penes que podia derivar-se de l'eliminació de la distinció entre abús i violació.
Després de la publicació de l'informe, de caràcter preceptiu però no vinculant, el Ministeri d'Igualtat va manifestar que no tenia intenció de variar els eixos de la llei, i la jutgessa i delegada del Govern per a la Violència de Gènere, Victoria Rosell Aguilar, va manifestar que «l'obligació del Govern i dels coproponents, que són el Ministeri d'Igualtat i el de Justícia, és seguir endavant i complir amb el Conveni d'Istanbul».
Per la seva part la jutgessa i ministra de Defensa, Margarita Robles, va manifestar que encara que la decisió política correspon al Govern, mai es poden deixar de costat els aspectes jurídics d'informes com els que realitza el CGPJ, i que «la màxima normalitat democràtica que tenim a Espanya és que els òrgans puguin emetre els informes i puguin ser crítics quan entenen que hi ha decisions del Govern que són millorables».

### Consell Fiscal
El Consell Fiscal, de majoria conservadora, va aprovar també per unanimitat el seu informe en el qual es mostrava favorable a la llei, encara que proposant una modificació de la redacció per a aclarir l'obligatorietat del consentiment en positiu. El canvi, concretament, suggeria canviar el paràgraf que deia «S'entendrà que no existeix consentiment quan la víctima no hagi manifestat lliurement per actes exteriors, concloents i inequívocs conforme a les circumstàncies concurrents, la seva voluntat expressa de participar en l'acte», perquè, segons El Confidencial, es redactés expressant "que només s'entendrà que existiria consentiment quan la víctima [sic] hagués manifestat lliurement la seva voluntat expressa de participar en l'acte", en considerar que amb aquesta modificació quedaria més clara la importància d'aquest "sí" exprés.

### Associació de Dones Juristes Themis
L'Associació de Dones Juristes Themis, que s'havia mostrat partidària d'una reforma del Codi Penal que establís la necessitat d'un consentiment explícit en les relacions sexuals, també va manifestar durant la tramitació de la llei el seu desacord amb la rebaixa generalitzada de penes per als delictes contra la llibertat sexual i va advertir que la reforma anava a suposar una imposició de penes més lleus.

### Tribunal Suprem
Al juliol de 2023 el Tribunal Suprem va considerar que aquesta llei implicava “un canvi radical de model” en impedir graduar les penes en funció de la violència o els mitjans emprats per a l'atac.

## Entrada en vigor, retroactivitat i controvèrsies
L'entrada en vigor de la llei el 7 d'octubre de 2022 va donar lloc a diverses revisions de condemnes amb reducció de penes, generant un fort debat tant en els àmbits jurídic i polític com en l'opinió pública.
Des del Ministeri d'Igualtat, la ministra Irene Montero va atribuir la situació a l'existència de jutges que «no estan complint la llei per masclisme» i va advocar per reforçar la formació en igualtat en el sistema judicial. Així mateix, la delegada del Govern contra la Violència de Gènere, Victoria Rosell Aguilar va afirmar que «el Govern fa el seu treball i el fa molt bé proposant aquesta llei que és magnífica» i que el Poder Judicial havia de fer el seu treball «bé, formant-se i aplicant la llei completa tal com és, no d'una manera tan reaccionària i sorprenent».
En resposta a aquestes crítiques, el CGPJ va emetre un comunicat el 16 de novembre de 2022 en el qual mostrava el seu rebuig als atacs abocats contra els jutges per alguns responsables polítics en relació amb l'aplicació de la llei.
Així mateix, les quatre associacions majoritàries de jutges van rebutjar les crítiques llançades des del Ministeri i van recordar que la reforma de les penes amb què es castiguen alguns delictes comporta la necessitat de revisar sentències per exigència de principis constitucionals.
Des del Govern, la ministra portaveu, Isabel Rodríguez, va manifestar el seu «absolut respecte a tots els jutges i jutgesses dels jutjats de primera instància, als magistrats en el seu treball i en el seu acompliment», i la magistrada i ministra de Defensa, Margarita Robles, va rebutjar les desqualificacions generalitzades als jutges, afirmant que «aquestes desqualificacions als jutges amb caràcter general ni les comparteixo ni m'agraden».

### Reforma d'abril de 2023
Al febrer de 2023 el PSOE va presentar en solitari una proposició de llei per a reformar la polèmica norma, al no poder aconseguir un acord amb els seus socis de la coalició. La reforma es va aprovar finalment el 20 d'abril de 2023, amb el suport parlamentari del PSOE, PP, PNB i Ciutadans. Es van endurir les condemnes per agressió sexual si concorrien violència física o intimidació. Va ser finalment aprovada a l'abril d'aquest any i publicada en el BOE el 29 d'abril com Llei orgànica 4/2023, de 27 d'abril, per a la modificació de la Llei orgànica 10/1995, de 23 de novembre, del Codi Penal, en els delictes contra la llibertat sexual, la Llei d'Enjudiciament Criminal i la Llei orgànica 5/2000, de 12 de gener, reguladora de la responsabilitat penal dels menors.

### Retroactivitat favorable a delinqüents sexuals condemnats i doctrina del Tribunal Suprem
| Escenari típic d'agressió sexual                                           | Forqueta prèvia              | Forqueta HO 10/2022          | Forqueta HO 4/2023               |
| -------------------------------------------------------------------------- | ---------------------------- | ---------------------------- | -------------------------------- |
| Víctima major de 16 anys. Amb violència o intimidació. Sense accés carnal. | 1 a 5 anys (art. 178 CP)     | 1 a 4 anys (art. 178.1 CP)   | 1 a 5 anys (nou art. 178.3 CP)   |
| Víctima major de 16 anys. Amb violència o intimidació. Amb accés carnal.   | 6 a 12 anys (art. 179 CP)    | 4 a 12 anys (art. 179 CP)    | 6 a 12 anys (nou art. 179.2 CP)  |
| Víctima menor de 16 anys. Sense violència o intimidació. Amb accés carnal  | 8 a 12 anys (art. 183.3 CP)  | 6 a 12 anys (art. 181.3 CP)  | 8 a 12 anys (nou art. 181.4 CP)  |
| Víctima menor de 16 anys. Amb violència o intimidació. Amb accés carnal    | 12 a 15 anys (art. 183.3 CP) | 10 a 15 anys (art. 181.3 CP) | 12 a 15 anys (nou art. 181.4 CP) |

A causa de la modificació a la baixa del temps mínim i màxim de condemna en la nova redacció del delicte d'agressió sexual, es va produir un efecte retroactiu favorable als reus per abús o agressió sexual. Al no tenir la llei una disposició transitòria, va quedar a criteri dels jutges decidir com revisar la pena i si aplicar la disposició transitòria cinquena del Codi Penal, que estableix que "en les penes privatives de llibertat no es considerarà més favorable aquest Codi quan la durada de la pena anterior imposada al fet amb les seves circumstàncies sigui també imposable conformement al nou Codi".
A causa del canvi en les forquetes temporals de les condemnes, va haver-hi tribunals que van reduir condemnes perquè el temps màxim de condemna s'havia reduït i, en altres casos, perquè el temps mínim era menor amb la nova llei respecte a l'anterior, malgrat que la pena imposada originalment estava en la forqueta de temps de condemna que concedia la llei.
El criteri a seguir va ser dispar entre les Audiències provincials: unes van decidir no rebaixar les condemnes quan les penes a revisar podien imposar-se en la nova llei, mentre que altres sí que reduïen condemnes aplicant el principi de retroactivitat de la llei penal més favorable al reu (emanat directament de l'article 2.2 del Codi Penal i de l'article 9.3 de la Constitució espanyola).
Els dies 6 i 7 de juny de 2023, el ple jurisdiccional de la Sala Segona del Tribunal Suprem va unificar criteris sobre l'abast de la retroactivitat introduïda per aquesta llei i va rebutjar l'aplicació de la disposició transitòria cinquena del Codi Penal de 1995, que era el criteri defensat pel Govern, fiscalia i diverses Audiències provincials per oposar-se a les rebaixes de les condemnes de delinqüents sexuals.
Els arguments definits pel ple jurisdiccional es van plasmar en vint-i-nou sentències del ple, que segons el catedràtic emèrit de Dret penal Enrique Gimbernat de la Universitat Complutense de Madrid poden resumir-se en els següents punts extrets d'algunes d'aquestes sentències:
- STS 473/2023: "En el cas de la LO 10/2022 el legislador ha prescindit de qualsevol previsió de transitorietat. Ha deixat operar sense cap matisació a l'art. 2.2 CP que diu el que diu".
- STS 2823/2023: "Aplicar aquesta limitació de la DT 5.ª CP 1995 a la regla general de revisió de sentències fermes recollida en l'art. 2.2 CP, sense que existeixi una previsió transitòria i específica en la nova disposició normativa suposaria introduir una interpretació extensiva in malam partem que no té cabuda en el Dret penal".

Per a abril de 2023, la nova llei havia portat a 1.155 rebaixes de condemnes per a delinqüents sexuals, 117 dels quals havien sortit de la presó abans del que es preveu.